# Teshima
Teshima (japonès: 豊島) és una illa del mar interior de Seto, al Japó. Té una superfície de 14,5 km².

## Geografia
L'illa de Teshima es troba entre les illes de Naoshima i Shōdoshima i forma part de la prefectura de Kagawa. Amb una superfície de 14,5 km², la seva població ronda els mil habitants.

## Història
L'ill ha estat habitada durant 14.000 anys.
Es van abocar il·legalment a l'illa 600.000 tones de residus industrials tòxics. L'any 2000, després d'una sèrie de demandes, sota el control de les autoritats de la prefectura, els residus van començar a ser processats i transportats a Naoshima. El 2019, s'estima que s'havien eliminat 913.000 tones de sòl contaminat. L'any 2022, segons les autoritats del departament de Kagawa, el nivell freàtic ja no estava contaminat i es començarien a retirar les plaques d'acer instal·lades a l'inici de les obres per evitar que l'aigua fluís al mar.

## Cultura
Al cim del Danyama (340 m) hi ha una torre de ràdio i una plataforma d'observació amb vistes a les illes circumdants del mar interior de Seto. Hi ha diverses platges de bany a la costa, com ara Miyanohana al nord-oest de Ieura i Mikogahama al sud-oest. El parc Okazaki és un dels espais verds de l'illa.

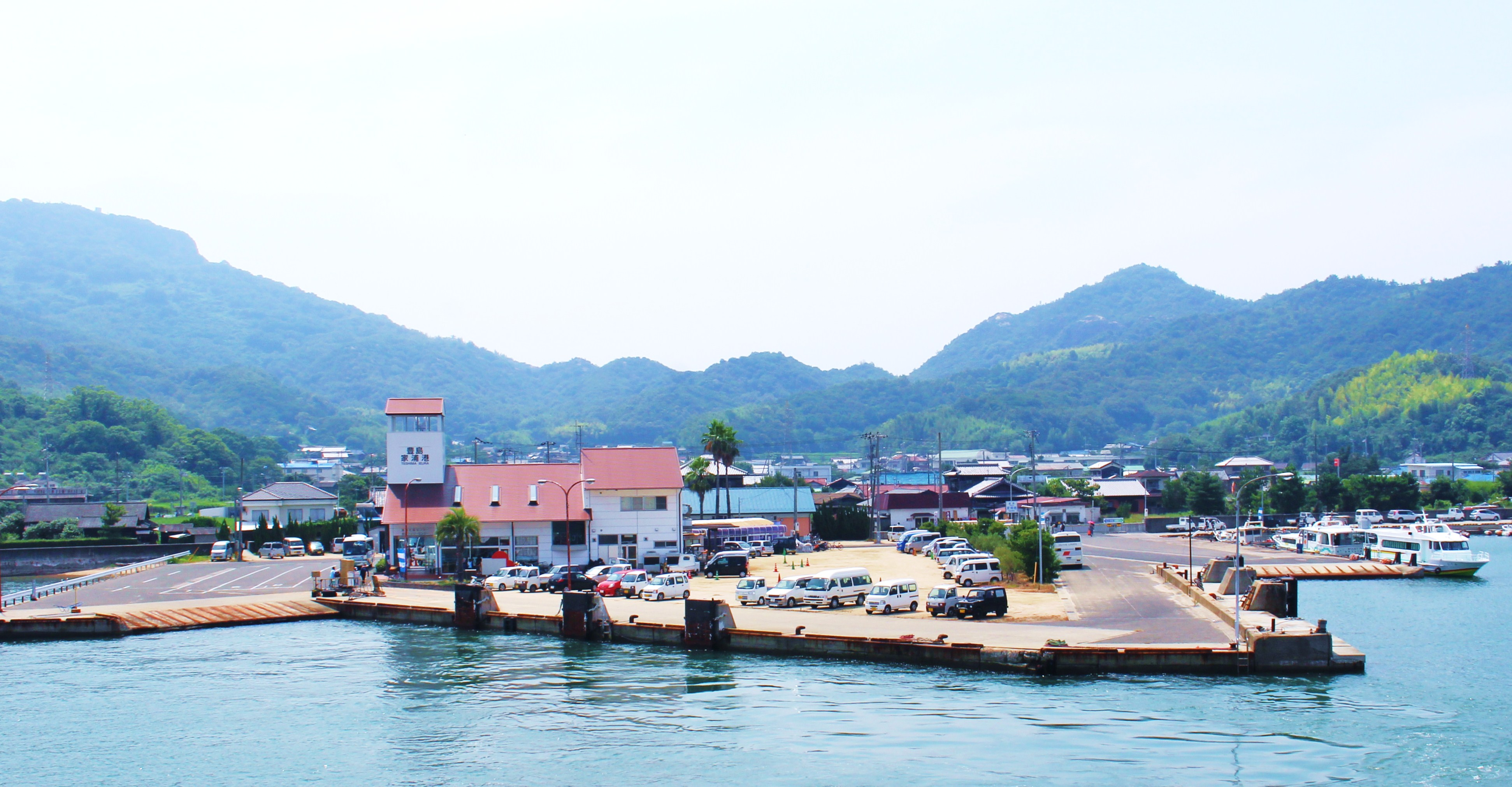
Port de Ieura, al nord-oest de l'illa.

Al costat sud del Danyama hi ha el santuari xintoista de Toyotamahime. Altres santuaris xintoistes prsents a l'illa són el santuari Karato Hachiman, a prop de Karato, i el santuari Ieura Hachiman, prop de Ieura. Aquest últim té un torii fet de la roca volcànica de l'illa durant el període Muromachi. Es considera el més antic de la prefectura de Kagawa i està declarat bé cultural.
Un dels temples budistes de l'illa és el Ieura-Kannon-ji, que es troba a prop d'Ieura, a un quilòmetre del port a la carretera de la prefectura. Conté una estàtua de peu d'aproximadament 96 centímetres d'alçada del bodhisattva Kannon, que va ser tallada en una sola peça de fusta de xiprer. Es diu que data del segle XI, del període Heian, i també està designat com a bé cultural de la prefectura.

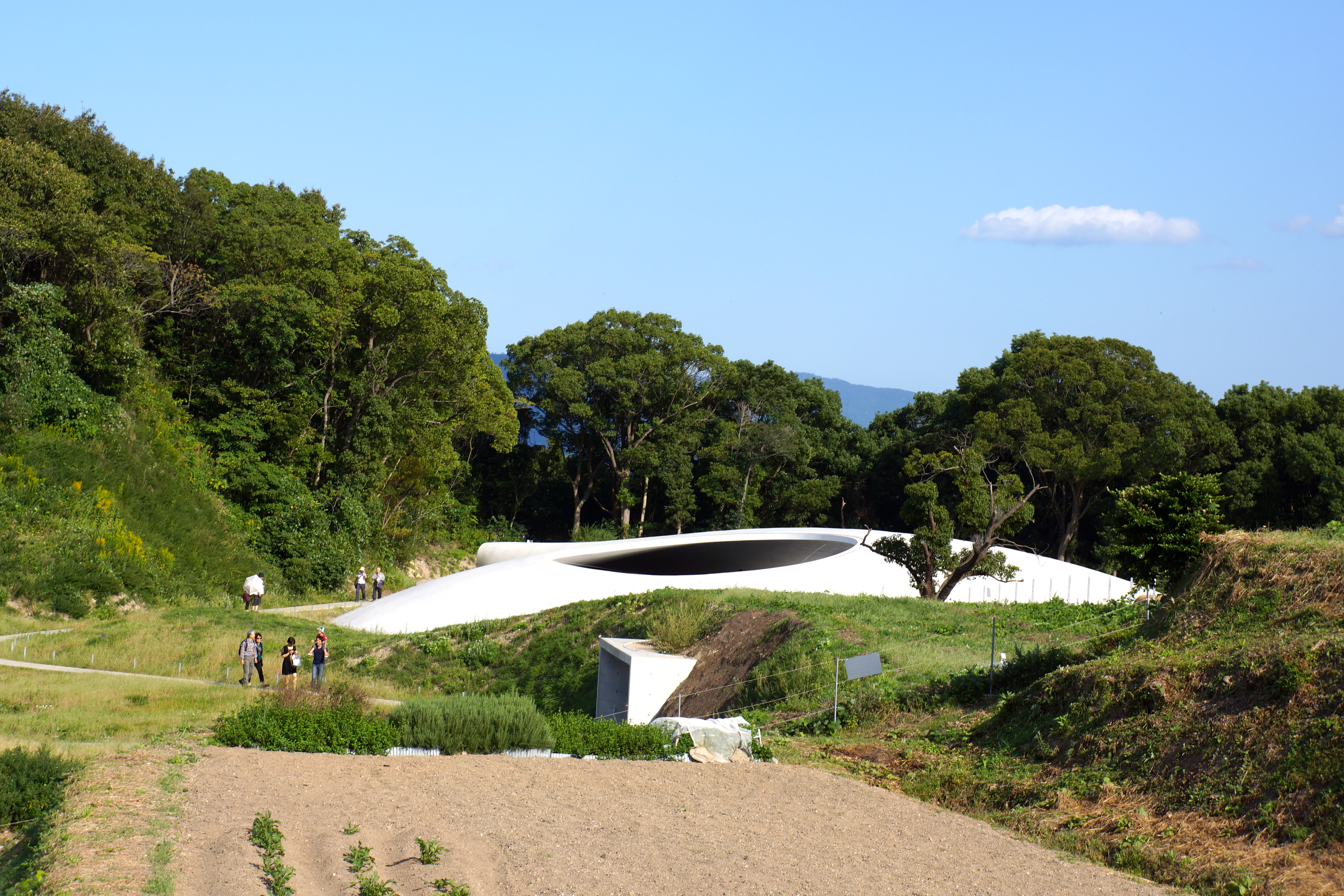
Esterior del Museu d'Art de Teshima.

Des del 2010, l'illa acull el Museu d'Art de Teshima, un edifici en forma de gota creat per l'arquitecte Ryūe Nishizawa. El museu només acull una obra única de l'artista japonès Rei Naito: Matrix.
Teshima és també una de les dotze illes on té lloc la triennal Setouchi, un festival internacional d'art modern.